# Silverio
Silverio  è un nome proprio di persona italiano maschile.

## Varianti
- Ipocoristici: Verio[1]
- Femminili: Silveria[2][3]

### Varianti in altre lingue
- Francese: Silvère, Sylvère, Sylvere
- Latino: Silverius[1]
- Polacco: Sylweriusz, Sylwery
- Portoghese: Silvério
  - Femminili: Silvéria
- Spagnolo: Silverio
- Ungherese: Szilvériusz

## Origine e diffusione
Deriva dal nome latino Silverius, tratto dall'omonimo aggettivo, col significato di "silvestre", "che vive o proviene dalla selva" (in quanto basato sul latino silva, appunto "selva", "bosco").
Silverio condivide la stessa etimologia dei nomi Silvano, Silvestro, Silvio e Selvaggia, tutti riconducibili alla radice silva. A causa di ciò il nome viene talvolta considerato una variante di Silvano o di Silvestro.

## Onomastico
L'onomastico si festeggia il 2 dicembre (o il 20 giugno) in memoria di san Silverio, papa e martire a Ponza sotto Belisario.

## Persone
- Silverio, papa e santo

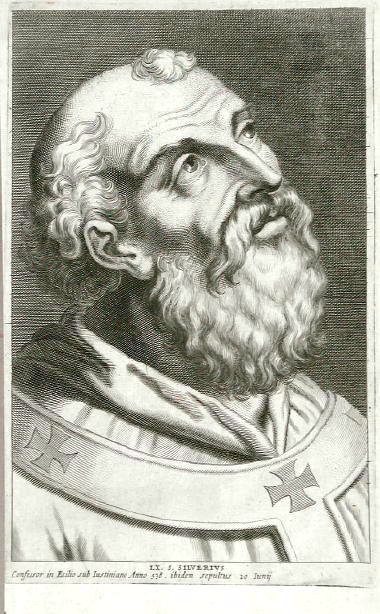
Papa Silverio

- Silverio Blasi, regista e attore italiano
- Silverio Corvisieri, giornalista, storico e politico italiano
- Silverio Martinoli, artigiano e scultore italiano
- Silverio Montaguti, scultore italiano
- Silverio Pisu, attore, doppiatore, cantante, scrittore e sceneggiatore italiano
- Silverio Riva, scultore italiano
- Silverio Tricoli, calciatore italiano

### Varianti
- Sylvere Bryan, cestista dominicense naturalizzato italiano
- Sylvère Lotringer, critico letterario e un teorico culturale francese
- Sylvère Maes, ciclista su strada e ciclocrossista belga